# Partula sagitta
Partula sagitta foi uma espécie de gastrópodes da família Partulidae.
Foi endémica da Polinésia Francesa.